# Napoleão cruzando os Alpes
Napoleão cruzando os Alpes (também conhecido como Napoleão no passo de São Bernardo, Bonaparte cruzando os Alpes, Retrato equestre de Bonaparte no monte São Bernardo, em francês: Le Premier Consul franchissant les Alpes au col du Grand-Saint-Bernard) é o título de cinco versões de um retrato pintado a óleo de Napoleão Bonaparte pelo artista francês Jacques-Louis David entre 1801 e 1805. Inicialmente encomendados pelo embaixador espanhol na França, junto a composição mostra uma versão fortemente idealizada da verdadeira passagem de Napoleão e de seu exército pelos Alpes em 1800.

## Contexto
Após tomar o poder da França durante do golpe de Estado 18 do Brumário, em 9 de novembro de 1799, Napoleão estava determinado a retornar à Itália para reintegrar as tropas francesas e retomar o território ocupado pelos austríacos no ano anterior. Na primavera de 1800 ele conduziu o Exército de Reserva para a travessia dos Alpes através do Grande São Bernardo, fronteira entre a Suíça e a Itália. A essa altura, os austríacos estavam com suas forças concentradas em direção à Gênova, e por julgarem impossível a travessia dos franceses pelo monte São Bernardo, deixaram o flanco desprotegido. Não foi sem dificuldades que os soldados realizaram a travessia. Ao cruzar os Alpes, eles conheceram o rigoroso inverno dos cumes nevados e enfrentaram tempestades de neve e avalanches.
A empreitada de Napoleão, parte da Segunda Campanha da Itália, acabou com a vitória de Bonaparte sobre os austríacos, que foram surpreendidos pelo ataque do Exército de Reserva. Cortando as linhas de comunicação, em duas semanas os soldados recuperam boa parte do território que fora tomado da França na primavera de 1799. Tal vitória estreitou as relações de Bonaparte com o rei espanhol Carlos IV. Para restabelecer as relações diplomáticas, foram feitas as tradicionais trocas de presentes, entre eles a pintura encomendada a Jacques-Louis David. Charles-Jean-Marie Alquier, embaixador francês na Espanha, solicitou o quadro original de David e este ficou exposto no Palácio Real de Madrid. Mais três versões foram produzidas: uma para o Castelo de Saint-Cloud, outra para o Palácio dos Inválidos e a terceira para o palácio da República Cisalpina, em Milão. A quinta versão foi produzida por David e permaneceu em sua oficina até a sua morte.

## Simbolismo político
Com a Revolução Francesa, a Primeira e Segunda Coligação e o 18 do Brumário como grandes eventos históricos, a imagem foi um importante mecanismo para retratar ideias e a arte configura-se, assim, como uma expressão de poder. Jacques-Louis David, na posição de retratista de Napoleão, exalta o seu poder: "Esta é uma evidente peça de propaganda. Napoleão queria parecer “calmo sobre um cavalo feroz”, e David criou esta imagem de autoridade rampante. Na verdade, Napoleão fez a viagem montado numa mula
A vitória das tropas francesas durante a Segunda Campanha da Itália pareceu uma boa oportunidade de conexão entre Bonaparte e o passado político da Antiguidade. Agregando valor a objetos inanimados, as rochas no canto esquerdo do quadro têm os nomes Bonaparte, Aníbal e Carlos Magno esculpidos. Revisando o passado heroico, Napoleão coloca-se em pé de igualdade com tais figuras e consolida assim sua imagem de homem público e líder político.
Reencenando a Travessia dos Alpes por Aníbal durante a Segunda Guerra Púnica, David retrata Bonaparte em um cenário hostil, à beira de um abismo e entre as montanhas de neve eterna. Além disso, o primeiro cônsul encontra-se em posição de estátua equestre, símbolo estético característico do Antigo Regime.
A relação com antigos líderes militares não ficava restrita ao campo da pintura: uma mesa encomendada por Napoleão possuía em seu centro o perfil de Alexandre, o Grande, cercado por outras 12 cabeças de antigos heróis. Ao se apropriar da imagem de figuras imponentes, Bonaparte demonstra tanto sua admiração pessoal como a expectativa de que seus subordinados fizessem tal identificação, agregando ainda mais valor ao seu capital heroico em ascensão e construindo assim sua imagem de líder.

## Estética da obra
Em um cenário de nuvens cinzas que tomam conta do céu, o primeiro cônsul encontra-se montado em um cavalo bravo e enorme à beira de um precipício. O contraste entre a rebeldia do cavalo com a expressão calma de Napoleão denota o controle e domínio que ele possui. O vento sopra na mesma direção que o cavalo é guiado e a mão indica o mesmo caminho, reforçando a imagem de um herói pronto para dirigir e comandar a França. Em termos de proporção, o governante é apresentado em um tamanho superior ao do animal, de modo que sua estatura é dominante na paisagem.
A obra de Jacques-Louis David aproxima-se da estética romântica pela presença de linhas curvas nos personagens em destaque. A forte imagem de um cavaleiro ao lado de uma imponente figura equestre fazem do quadro a marca da fase pós-brumariana de Napoleão.